# Nelson Palacio
Nelson Palacio (Apartadó, Antioquia, Colombia; 16 de junio de 2001) es un futbolista colombiano que juega como Centrocampista en el Zúrich de la Superliga de Suiza cedido por el Real Salt Lake.

## Clubes
Actualizado al último partido disputado el 8 de junio de 2023.
| Club                         | Div.          | Temporada     | Liga  | Liga  | Liga   | Copas | Copas | Copas  | Internacional | Internacional | Internacional | Total | Total | Total  |
| Club                         | Div.          | Temporada     | Part. | Goles | Asist. | Part. | Goles | Asist. | Part.         | Goles         | Asist.        | Part. | Goles | Asist. |
| ---------------------------- | ------------- | ------------- | ----- | ----- | ------ | ----- | ----- | ------ | ------------- | ------------- | ------------- | ----- | ----- | ------ |
| Valledupar FC · Colombia     | 2.ª           | 2020          | 18    | 0     | -      | 2     | 0     | -      | -             | -             | -             | 20    | 0     | -      |
| Valledupar FC · Colombia     | 2.ª           | 2021          | 16    | 0     | -      | 3     | 0     | -      | -             | -             | -             | 19    | 0     | -      |
| Valledupar FC · Colombia     | Total club    | Total club    | 34    | 0     | 0      | 5     | 0     | 0      | 0             | 0             | 0             | 39    | 0     | 0      |
| Atlético Nacional · Colombia | 1.ª           | 2021          | 13    | 0     | 0      | 4     | 1     | 0      | -             | -             | -             | 17    | 1     | 0      |
| Atlético Nacional · Colombia | 1.ª           | 2022          | 37    | 1     | 1      | 2     | 0     | -      | 2             | 0             | 0             | 41    | 1     | 1      |
| Atlético Nacional · Colombia | 1.ª           | 2023          | 21    | 1     | 1      | 1     | 0     | -      | 5             | 0             | 0             | 27    | 1     | 1      |
| Atlético Nacional · Colombia | Total club    | Total club    | 71    | 2     | 2      | 7     | 1     | 0      | 7             | 0             | 0             | 85    | 3     | 2      |
| Total carrera                | Total carrera | Total carrera | 105   | 2     | 2      | 7     | 1     | 0      | 7             | 0             | 0             | 124   | 3     | 2      |

## Palmarés

### Torneos nacionales
| Título                | Club              | País     | Año  |
| --------------------- | ----------------- | -------- | ---- |
| Copa Colombia         | Atlético Nacional | Colombia | 2021 |
| Torneo Apertura       | Atlético Nacional | Colombia | 2022 |
| Superliga de Colombia | Atlético Nacional | Colombia | 2023 |